# روميرو
روميرو (بالإنجليزية: Romero)‏ فيلم تاريخي من إنتاج عام 1989. وهو مستند على قصة أوسكار روميرو كبير أساقفة سلفادوري، نظم مظاهرات سلمية ضد عنف النظام العسكري، وكلفه ذلك حياته.
الفيلم بطولة راؤول جوليا وريتشارد جوردن وروتيليو غراندي، وإخراج جون دويجان.

## روابط خارجية
- روميرو على موقع IMDb (الإنجليزية)
- روميرو على موقع روتن توميتوز (الإنجليزية)
- روميرو على موقع نتفليكس (الإنجليزية)
- روميرو على موقع Turner Classic Movies (الإنجليزية)
- روميرو على موقع أول موفي (الإنجليزية)
- روميرو على موقع بوكس أوفيس موجو (الإنجليزية)
- روميرو على موقع فيلمافينيتي (الإسبانية)
- روميرو على موقع قاعدة بيانات الأفلام السويدية (السويدية)
- روميرو على موقع قاعدة بيانات الفيلم (الإنجليزية)
- روميرو على موقع ليتربوكسد (الإنجليزية)